# Lipnica (województwo podkarpackie)
Lipnica – wieś w Polsce położona w województwie podkarpackim, w powiecie kolbuszowskim, w gminie Dzikowiec.
| SIMC    | Nazwa       | Rodzaj     |
| ------- | ----------- | ---------- |
| 0661990 | Brzycholina | przysiółek |
| 0661977 | Góry        | część wsi  |
| 0661983 | Zagrody     | część wsi  |

Miejscowość jest siedzibą rzymskokatolickiej parafii pw. Matki Bożej Pocieszenia należącej do dekanatu Raniżów w diecezji sandomierskiej.
Lokowana w 1559. W latach 1866–1933 w Lipnicy funkcjonowała gmina. W latach 1954–1959 wieś należała i była siedzibą władz gromady Lipnica, po jej zniesieniu w gromadzie Dzikowiec Stary. W latach 1975–1998 miejscowość administracyjnie należała do województwa rzeszowskiego.
W Lipnicy urodzili się Jan Sudoł (1882-1964) - poseł na Sejm oraz jego syn Adam (1920-2012) - duchowny rzymskokatolicki.
W 2011 miejscowość miała 1250 mieszkańców, w 2021 liczba ta spadła do 1153.